# Трен-де-Арагуа
«Трен-де-Арагуа» (исп. Tren de Aragua, TdA) — международная организованная преступная группировка из Венесуэлы, крупнейшая в своей стране и одна из крупнейших в Латинской Америке. Считается, что в ней состоит более 5000 членов. «Трен-де-Арагуа» возглавляет Гектор Растенфорд Герреро Флорес, известный под псевдонимом «Ниньо Герреро». С момента создания банда распространила свою деятельность по всей Венесуэле, Соединённым Штатам и семи странам Латинской Америке, чему способствовал массовый исход венесуэльцев из страны, в ходе которого страну покинуло более 20 % населения. Из-за серьезности её преступлений борьба с бандой стала приоритетом для многих стран. Хотя тюрьма Токорон, которая длительное время де-факто контролировалась бандитами из «Трен-де-Арагуа» и служила им штаб-квартирой, в 2023 году была взята штурмом венесуэльскими силами безопасности, от 400 до 500 заключённых вместе с Ниньо Герреро смогли бежать и деятельность банды продолжается по сей день. К декабрю 2024 года было признано, что международное присутствие «Трен-де-Арагуа» на самом деле преувеличено, поскольку банда имела ограниченное присутствие в Соединённых Штатах и Колумбии и сосредоточилась в основном на Венесуэле, Перу и Чили.

## Татуировки
Хотя у некоторых членов ОПГ есть татуировки, у «Трен-де-Арагуа» нет татуировок, которые бы фактически обозначали членство, как, например, у ОПГ Центральной Америки, таких как MS13 или Mara 18. «Трен-де-Арагуа» в этом больше похожа на другие преступные организации Южной Америки, такие как Медельинский или Калийский картель, которые не используют татуировки для обозначения членства. Это затрудняет идентификацию членов.

## Деятельность
«Трен-де-Арагуа» является первой венесуэльской преступной организацией, которая вышла на международный уровень; помимо Венесуэлы она ведёт свою деятельность в Колумбии, Бразилии, Перу, Эквадоре, Боливии, Панаме, Коста-Рике, Чили, Мексике, Тринидаде и Тобаго и Соединённых Штатах. Организация занимается различными видами преступной деятельности, играя важную роль в торговле людьми в Латинской Америке, а также занимаясь торговлей оружием и наркотиками, взяточничеством, незаконная добычей полезных ископаемых, похищением людей с целью получения выкупа и отмыванием денег. Союзником «Трен-де-Арагуа» в Бразилии является крупнейшая местная ОПГ Первая столичная команда из Сан-Паулу.

### Венесуэла
Помимо своего родного штата Арагуа, организация присутствует в других штатах Венесуэлы, таких как Карабобо, Сукре, Боливар, Гуарико, Трухильо и Миранда.
В сентябре 2023 года 11 000 сотрудников венесуэльских сил безопасности взяли штурмом исправительный центр Арагуа, который служил штаб-квартирой банды.

### США
«Трен-де-Арагуа» начала действовать по всей территории Соединённых Штатов во время правления президента Джо Байдена, в разгар всплеска незаконной миграции, особенно из Венесуэлы, через границу Мексики и США. В январе 2024 года ФБР подтвердило сообщения о том, что банда действует в Соединённых Штатах. Позднее, в марте 2024 года Telemundo, ссылаясь на многочисленные уголовные дела против членов банды, написала, что ОПГ «имеет всё более широкое присутствие в Соединённых Штатах» 11 июля 2024 года Министерство финансов США и Белый дом объявили о санкциях против банды, обозначив её как «транснациональную преступную организацию». Государственный департамент предложил вознаграждение в размере $12 млн за информацию, которая приведёт к аресту лидеров организации. В 2024 году американские чиновники на границе США и Мексики провели расширенные собеседования с одинокими мужчинами-мигрантами из Венесуэлы, чтобы выявить членов «Трен-де-Арагуа». Известно, что члены ОПГ были связаны с преступлениями по всей территории Соединённых Штатов, включая убийства.
В Чикаго и его пригородах «Трен-де-Арагуа» впервые появились в октябре 2023 года. Шеф полиции города Уиллоу Спрингс (Иллинойс) Гарри Маккарти подсчитал, что в городе действуют сотни членов банды. Chicago Sun-Times сообщила в ноябре 2023 года, что «анализ Sun-Times выявил кражи в магазинах и аресты за домашнее насилие, но мало доказательств присутствия банды среди мигрантов».
В Нью-Йорке банда была связана со стрельбой, кражами в магазинах, уличными грабежами, принуждением к проституции, вымогательством и торговлей наркотиками. Члены банды часто живут или жили в городских приютах для мигрантов. The New York Times сообщила, что «Трен-де-Арагуа», как полагают, вербует новых членов банды из приютов для мигрантов.
В Ороре (штат Колорадо), кадры видеонаблюдения, на которых запечатлены вооружённые люди, пытающиеся проникнуть в квартиры, стали вирусными, что побудило мэра города Майка Коффмана заявить, что банда «проникла» в различные жилые дома в этом районе. Такие заявления были опровергнуты полицейским департаментом Ороры, который заявил, что «[на] основе [их] первоначальной следственной работы мы считаем, что сообщения о влиянии [«Трен-де-Арагуа»] в Ороре являются единичными». Утверждения о том, что Орора была захвачена бандой, транслировались в основном сайтами правого толка. Президент Дональд Трамп в рамках своей президентской кампании, направленной на борьбу с нелегальной иммиграцией, утверждал, что части города контролируются бандой.
Агенты ФБР в Эль-Пасо (штат Техас) сообщили, что в 2023 году был арестован 41 предполагаемый член «Трен-де-Арагуа».
В 2024 году в агломерации Солт-Лейк-Сити наблюдался всплеск преступности, который связывали с «Трен-де-Арагуа», включая стрельбу в сентябре 2024 года в пригороде Солт-Лейк-Сити Херримане. Большинство зарегистрированных преступлений, включая кражи, незаконный оборот наркотиков и секс-шантаж, как оказалось не были связаны с членами банды.
Несмотря на то, что это стало частой темой в президентской кампании Дональда Трампа 2024 года, к декабрю 2024 года было признано, что влияние «Трен-де-Арагуа» в Соединённых Штатах на самом деле преувеличено, поскольку банда имела постоянные ячейки за пределами Венесуэлы только в Перу и Чили, и даже имела ограниченный успех в организации операций в соседней с Венесуэлой Колумбии.

### Чили
В 2021 году в разгар миграционного кризиса в Тарапаке на севере Чили «Трен-де-Арагуа» занималась торговлей женщинами от границы с Боливией до Сантьяго. К октябрю 2021 года появились сообщения о том, что чилийские власти проводят четыре расследования, связанных с преступной организацией. 24 марта 2022 года чилийская полиция объявила о ликвидации чилийского отделения «Трен-де-Арагуа». Один из членов ОПГ, задержанный в марте 2022 года, имел ордер на арест, выданный Интерполом за убийства в Венесуэле и Перу. Тогда же в марте 2022 года чилийская полиция задержала ещё шестерых торговцев людьми из «Трен-де-Арагуа».
11 апреля 2024 года чилийские власти обвинили «Трен-де-Арагуа» в убийстве Рональда Охеды, венесуэльского политического диссидента и противника Николаса Мадуро, который жил в изгнании в Чили. Рональд был похищен 21 февраля, а его тело было обнаружено 10 дней спустя в мешке, который был зацементирован.

### Перу
Из-за активной деятельности «Трен-де-Арагуа» в Лиме, в Перу усилились ксенофобские настроения по отношению к венесуэльцам. После столкновений между перуанцами и венесуэльскими мигрантами на рынке Гамарра в Лиме, отделение «Трен-де-Арагуа» «Los Gallegos» выпустило видео, в котором угрожало убийствами перуанцев, которые поддерживают ксенофобию. Только в 2023 году было арестовано не менее 183 подозреваемых членов.